# كريستوفر ساتون
كريستوفر ساتون (بالإنجليزية: Christopher Sutton) مواليد 10 سبتمبر 1984 في سيدني، أستراليا، هو دراج أسترالي في صنف سباق الدراجات على الطريق.

## سجل النتائج

### سباقات أو مراحل فاز بها
- طواف إسبانيا

## روابط خارجية
- كريستوفر ساتون على موقع الاتحاد الدولي للدراجات (الإنجليزية)
- كريستوفر ساتون على موقع أرشيف الدراجات (الإنجليزية)
- كريستوفر ساتون على موقع إحصائيات الدراجات الإحترافية (الإنجليزية)
- كريستوفر ساتون على موقع نسبة الدراجات (الإنجليزية)
- كريستوفر ساتون على موقع CycleBase (الإنجليزية)
- كريستوفر ساتون على موقع اتحاد ألعاب الكومنولث (مؤرشف) (الإنجليزية)
- Christopher Sutton profile